# Diabolical
Diabolical är det svenska melodisk black metal-bandet Naglfars andra studioalbum, utgivet i maj 1998 på War Music och i Japan på Toy's Factory i juli samma år. Albumet föregicks av vinyl-EP:n "When Autumn Storms Come", som släpptes i mars och återfinns som bonusspår på den japanska utgåvan.
Albumet är bandets sista med gitarristen Morgan Hansson.

## Låtlista
1. "Horncrowned Majesty" – 4:59
2. "Embracing the Apocalypse" – 5:29
3. "12th Rising" – 4:04
4. "Into the Cold Voids of Eternity" – 6:25
5. "The Brimstone Gate" – 4:43
6. "Blades" – 3:53
7. "When Autumn Storms Come" – 4:32
8. "A Departure in Solitude" (instrumental) – 2:00
9. "Diabolical - The Devil's Child" – 8:53

Bonusspår på den japanska utgåvan
1. "When Autumn Storms Come" (EP Version) – 6:17
2. "The Brimstone Gate" (EP Version) – 5:18

## Medverkande
Musiker
- Jens Rydén – sång
- Andreas Nilsson – leadgitarr
- Morgan Hansson – rytmgitarr
- Kristoffer Olivius – basgitarr, sång, körsång
- Mattias Grahn – trummor, sång, körsång

Bidragande musiker
- Nils Johansson – piano, synthesizer
- Belial – sång
- Bone – sång
- Captain Psychopath – sång
- Kaiser K – sång
- Fredrik "Spider" Degerström – sång
- Nils "Snake" Eriksson – sång
- Marcus E. "Vargher" Norman – sång

Produktion
- Nils Johansson – inspelningstekniker, mixning
- Pelle Henricsson – mastering
- Marcus E. "Vargher" Norman – låtskrivande
- Chad Michael Ward – albumkonst
- Jens Rydén – layout, logotyp
- Pär Johansson – illustrationer
- Zarlakh – illustrationer
- Ingrid Sjöberg – foto